# إيشفاري
إيشفاري (السنسكريتية: ईश्वरी) هي صفة هندوسية من أصل سنسكريتي، تشير إلى الإلهة، النظير الأنثوي الإلهي لإشفارا. وهو أيضًا مصطلح يشير إلى شاكتي، أو الطاقة الأنثوية للتريمورتي، والتي تشير إلى ساراسواتي، ولاكشمي، وبارفاتي.

## علم أصول الكلمات
جذر الكلمة هو المقطع السنسكريتي īś، "ليكون صالحًا أو قويًا; "أن تكون سيدًا"، مرتبطًا بفارا، "مختار، ذو قيمة، ثمين، أفضل، الأكثر تميزًا أو بارزًا بين" عند الإشارة إلى الإلهية كأنثى، خاصة في الشاكتية، يتم استخدام المؤنث Īśvarī أحيانًا.